# Florin Prunea
Florin Prunea est un footballeur roumain né le 8 août 1968 à Bucarest. 
Gardien de but, il commence sa carrière au Victoria Bucarest. Sa percée vient avec Cluj pendant la saison 1988/1989. En 1991, il gagne avec l'Universitatea Craiova le titre et la Coupe roumaine. Par la suite, il est le premier choix au poste de gardien de but pour le Dinamo Bucarest, et ceci pendant six saisons. 
Prunea dispute 60 matchs avec l'équipe nationale, et représente son pays à la coupe du monde 1994, l'euro 1996, la coupe du monde 1998 et l'euro 2000.

## Palmarès

### Club
- Universitatea Craiova:
  - Champion de Roumanie en 1991
  - Vainqueur de la Coupe de Roumanie en 1991

- Dinamo Bucarest:
  - Champion de Roumanie en 2002
  - Vainqueur de la Coupe de Roumanie en 2001